# گوردن لایتفوت
گوردن لایتفوت (انگلیسی: Gordon Lightfoot؛ زادهٔ ۱۷ نوامبر ۱۹۳۸ - درگذشتهٔ ۱ مه ۲۰۲۳) موسیقی‌دان اهل کانادا بود. وی از سال ۱۹۵۸ میلادی تا ۲۰۲۳ مشغول فعالیت بود.